# تپ‌اختر بیوه سیاه
تپ‌اختر بیوه سیاه (انگلیسی: Black Widow Pulsar) یا (PSR B1957+20) یک تپ‌اختر دوتایی میلی ثانیه‌ای در کهکشان راه شیری است. در سال ۱۹۸۸ کشف شد و حدود ۶۵۰۰ سال نوری (۲۰۰۰ پارسک) از زمین فاصله دارد. با یک کوتوله قهوه‌ای یا همدم ابر مشتری با دوره زمانی ۹٫۲ ساعت و مدت خسوف تقریباً ۲۰ دقیقه به دور خود می‌چرخد. این تپ‌اختر هنگام کشف، اولین تپ‌اختر شناخته شده بود.